# Potápka šedohlavá
Potápka šedohlavá (Poliocephalus poliocephalus) je druh potápky, který se vyskytuje v Austrálii a Tasmánii. Občas zalétne i na Nový Zéland.

## Systematika
Druh byl formálně popsán v roce 1827. Jedná se o monotypický taxon, tzn. nerozeznávají se žádné poddruhy. V minulosti byla potápka šedohlavá řazena do rodu Podiceps, občas i do Tachybaptus. Jejím nejbližším příbuzným je potápka novozélandská (Poliocephalus rufopectus).

## Výskyt a stanoviště
Vyskytuje se po většině území Austrálie a Tasmánie. Nejvyšších počtů dosahuje na australském jihu od 20° j. š. na jih. V roce 1975 byla poprvé pozorována i na Novém Zélandu, kde dokonce v letech 1975/1976 a 1978 zahnízdila. Od té doby je však na Novém Zélandu pozorována jen výjimečně jednou za několik let.
V Austrálii je potápka šedá běžně se vyskytujícím druhem a její početnost byla odhadnuta na asi 500 000 jedinců, tedy podobný počet jako u potápky australské. Těžiště výskytu potápky šedohlavé se nachází v jižní a jihozápadní Austrálii. Podobně jako potápka australská, i potápka šedohlavá se vyskytuje v různých typech vodních stanovišť včetně vodních nádrží, farmářských rybníčků nebo dočasně zaplavených oblastí. Tyto dočasné močály vytvořené po vydatných deštích však potápky šedohlavé využívají jen pro krmení; k zahnízdění preferují stále vodní plochy. Potápka šedohlavá dokáže žít i v brakických vodách i na solných jezerech. Vyhýbá se vodám s hustou pokrývkou vodních rostlin.

## Popis
Menší druh potápky o délce těla 27–30 cm. Opeření samce a samice je stejné, samec je o něco větší a má delší zobák. Svrchní strana těla je šedá, spodek bílý. Krk a hruď jsou bledě žlutohnědé. Temeno a krk jsou černé. Tato černá je překryta bílými pery. Duhovky jsou u samce zlaté, u samice slonovinové. Zobák je černý s bílým koncem. Nohy jsou bledě olivové. Prostý šat má tmavě šedé temeno, bílé hrdlo a strany hlavy, zobák světlý.

## Biologie a chování

### Hnízdění

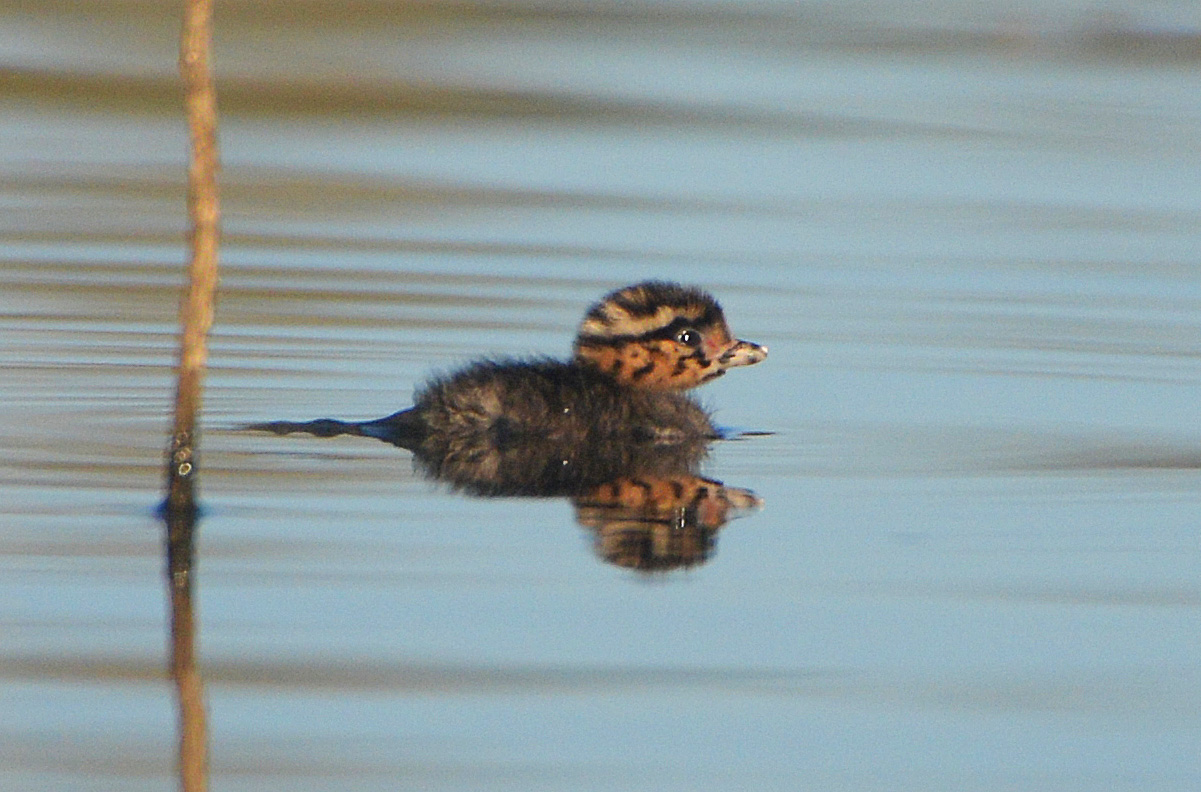
Mládě potápky šedohlavé

Ke kladení vajec typicky dochází od října do ledna, avšak období se může meziročně lišit. Hnízdí v koloniích, ve kterých může být natěsnáno až 400 hnízd těsně vedle sebe jen v jednometrových vzdálenostech. Občas zahnizďuje i samostatně nebo v řídce osídlených semi-koloniích. Hnízdo si staví přímo na vodní ploše, kde bývá volně přichyceno k vodní vegetaci. Klade 4–5 vajec o rozměrech 40×28 mm a váze 16 g. Inkubace trvá 20–25 dnů. Mláďata se rodí obalena světle hnědým prachovým peřím s černými pruhy na svrchní straně a světlou spodinou.

### Potrava

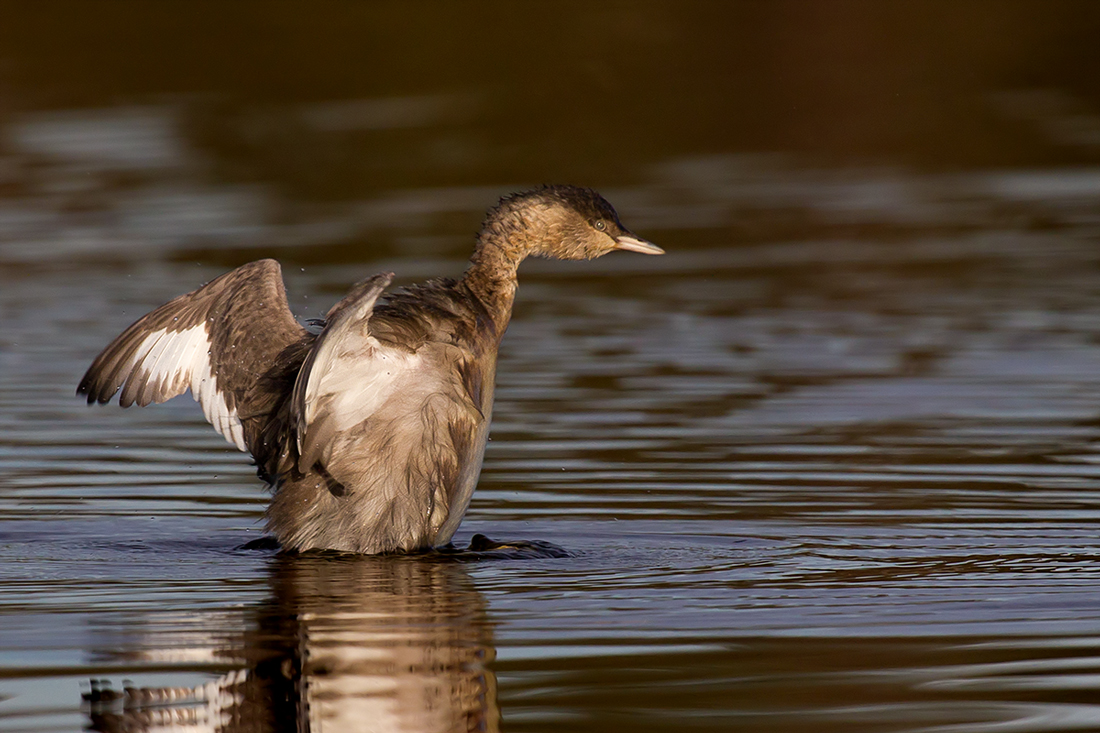
Potápka šedohlavá

Hlavní zdroj jídelníčku tvoří menší členovci, a to jak dospělci, tak larvy. Vzácněji sezobne i menší rybku. Pro potravu se potápí, občas může sebrat potravu i z vodní hladiny. Na rozdíl od jiných druhů potápek běžně nepolyká peří.

### Chování
Podobně jako některé další druhy malých potápek, i potápka šedohlavá se s oblibou sluní s ocasem vystrčeným ke slunci a hřbetním peřím namířeným od sebe, takže se slunce dostane na černou kůži pod hřbetním peřím. Jedná se o tichou potápku, k občasným hlasovým projevům patří hrdelní jemný zvuk, kterým se projevuje v hejnu nebo při kopulaci. Křídla nejsou nijak velká, avšak potápka šedohlavá přesto dokáže uletět poměrně velké vzdálenosti, když hledá záplavová stanoviště, která by potravně vytěžila. Mimo období hnízdění se může slétávat do velkých hejn. Byla pozorována hejna o 2000–3000 jedincích, výjimečně i o 4900 jedincích.

## Ohrožení
Druh je považován za málo dotčený. Odhady početnosti se pohybují v širokém rozptylu od 17–670 tisíc dospělců.